# Nguyễn Minh Phương
Nguyễn Minh Phương (dong Nai, Vietnam, 5 de julio de 1980) es un exfutbolista y entrenador de fútbol de Vietnam que jugaba en la posición de centrocampista. Actualmente es el entrenador del Ba Ria-Vung Tau FC de la V.League 2.

## Carrera

### Club
| Periodo   | Club             | Apariciones | Goles |
| --------- | ---------------- | ----------- | ----- |
| 1998-2003 | Cảng Sài Gòn     | 95          | 16    |
| 2003–2010 | Đồng Tâm Long An | 175         | 39    |
| 2010–2015 | SHB Đà Nẵng      | 62          | 38    |

### Selección nacional
Jugó para Vietnam en 73 ocasiones de 2002 a 2016 y anotó 10 goles; participó en la copa Asiática 2007 y en los Juegos Asiáticos de 2002.

### Entrenador
| Periodo   | Club               |
| --------- | ------------------ |
| 2017–2018 | Long An FC         |
| 2018–2019 | SHB Đà Nẵng        |
| 2020      | Bình Phước FC      |
| 2022-     | Bà Rịa Vũng Tàu FC |

## Logros

### Club
- V.League 1: 2002, 2005, 2006, 2012
- Vietnamese Cup: 2005

### Selección nacional
- ASEAN Football Championship: 2008

## Estadísticas

### Goles con selección nacional
| #   | Fecha      | Sede                      | Rival        | Resultado | Torneo                                   |
| --- | ---------- | ------------------------- | ------------ | --------- | ---------------------------------------- |
| 1.  | 15-12-2002 | Yakarta, Indonesia        | Camboya      | 9–2       | copa Tigre 2002                          |
| 2.  | 29-12-2002 | Yakarta, Indonesia        | Malasia      | 2–1       | copa Tigre 2002                          |
| 3.  | 21-10-2003 | Mascate, Omán             | Nepal        | 2–0       | Clasificación para la Copa Asiática 2004 |
| 4.  | 20-8-2004  | Ho Chi Minh City, Vietnam | Birmania     | 5–0       | Ho Chi Minh City Cup                     |
| 5.  | 15-12-2004 | Hanói, Vietnam            | Laos         | 3–0       | Copa Tigre 2004                          |
| 6.  | 5-10-2008  | Ho Chi Minh City, Vietnam | Turkmenistán | 2–3       | Ho Chi Minh City Cup                     |
| 7.  | 16-11-2008 | Hanói, Vietnam            | Tailandia    | 2–2       | T&T Cup 2008                             |
| 8.  | 14-1-2009  | Hanói, Vietnam            | Líbano       | 3–1       | Clasificación para la Copa Asiática 2011 |
| 9.  | 12-10-2010 | Kuwait City, Kuwait       | Kuwait       | 1–3       | Amistoso                                 |
| 10. | 2-12-2010  | Hanói, Vietnam            | Birmania     | 7–1       | Copa Suzuki AFF 2010                     |